# Dudleya variegata
Dudleya variegata là một loài thực vật có hoa trong họ Crassulaceae. Loài này được (S.Watson) Moran miêu tả khoa học đầu tiên năm 1953.